# Kiki Classen
Pour les articles homonymes, voir Classen.
Kiki Classen, née le 19 février 1964 à Rotterdam, est une actrice et présentatrice néerlandaise.

## Carrière
Elle est la fille de l'acteur Edmond Classen.

## Filmographie

### Cinéma et téléfilms
- 1988-1993 : Zeg 'ns Aaa (nl) : Wiep
- 1989 : Trouble in Paradise : Ineke
- 1990 : Vincent et moi : La TV Reporter néerlandaise
- 1991-1993 : Vrienden voor het leven (nl) : Tina
- 1993-1994 : Diamant : Marion van Tellingen
- 1996 : Baantjer : Sjaan
- 1996 : De winkel : Mitzy Boelen
- 2001 : Paradiso : Corine van Dijk
- 2001 : Terrorama! (nl) : Kiki
- 2002 : Rozengeur & Wodka Lime (nl) : Elly
- 2002 : Schiet mij maar lek (nl) : Jenny
- 2002 : Costa! (nl) : Bambi
- 2003 : Ernstige delicten (nl) : Jaqueline van Santen
- 2004-2009 : Zeg 'ns AAA (nl) : Wiep Lansberg
- 2009 : Sinterklaas en de Verdwenen Pakjesboot (nl) : La secrétaire Anja
- 2010 : Sinterklaas en het Pakjes Mysterie (nl) : La secrétaire Anja
- 2015 : Bagels & Bubbels (nl) : Connie Paars

## Animation
- 1995-1996 : Waar vallen vrouwen voor sur RTL 5 : Présentatrice
- 1996 : Blond, Blond & Blond sur SBS 6 : Présentatrice